# Spirobrachia orkneyensis
Spirobrachia orkneyensis är en ringmaskart som beskrevs av Smirnov 2000. Spirobrachia orkneyensis ingår i släktet Spirobrachia och familjen skäggmaskar. Inga underarter finns listade i Catalogue of Life.